# Кураго (Белуно)
Кураго (итал. Curago) је насеље у Италији у округу Белуно, региону Венето.
Према процени из 2011. у насељу је живело 132 становника. Насеље се налази на надморској висини од 816 м.